# Koča na Loki pod Raduho
Koča na Loki pod Raduho – schronisko górskie, które znajduje się na hali Loka na zboczu Raduhy na wysokości 1534 m. Otwarta jest od początku czerwca do końca września, w maju i październiku zaś w soboty, niedziele i święta. Zarządza nim PD (Towarzystwo Górskie) Luče.

## Dostęp
- z Luč koło Spodnjego i Zgornjego Nadlučnika oraz hali Kal
- z Črnej na Koroškem do Koprivnej i na Zgornje Sleme koło schroniska w Grohacie pod Raduhą i przez Durce
- droga leśna ze Strug koło hali Vodol do parkingu przed schroniskiem